# Plastydowa oksydaza końcowa

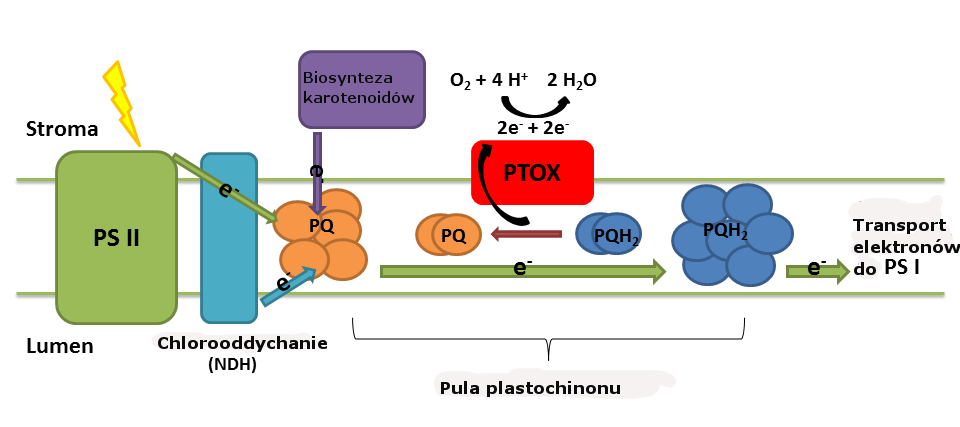
Udział plastydowej oksydazy końcowej w metabolizmie chloroplastów

Plastydowa oksydaza końcowa, PTOX – enzym występujący w plastydach roślin oraz niektórych glonów. Ortologi wykryto także u sinic. Enzym katalizuje utlenienie plastochinolu z udziałem cząsteczki tlenu. Produktem reakcji jest woda. Reakcja jest alternatywą dla cyklicznego transportu elektronów z udziałem fotoukładu I (PS I) lub fotoukładu II (PS II). Chociaż fizjologiczna rola enzymu nie jest w pełni wyjaśniona, alternatywna droga transportu elektronów z udziałem PTOX uruchamiana jest prawdopodobnie, gdy możliwości akceptorowe PS I są ograniczone. Oksydaza jest również zaangażowana w szlak przenoszenia elektronów określany jako chlorooddychanie. Istnienie tego akceptora elektronów może zapobiegać fotoinhibicji PS I. Enzym jest także niezbędny do przeprowadzenia syntezy karotenoidów. Wszystkie trzy funkcje wiążą się ze zdolnością roślin do radzenia sobie z warunkami stresowymi. Doświadczenia potwierdziły wzrost aktywności oksydazy w warunkach stresowych. Białko wykazuje duże podobieństwo do obecnej w mitochondriach oksydazy alternatywnej (AOX).
U roślin wyższych oraz sinic oksydaza kodowana jest przez jeden gen. U niektórych glonów stwierdzono obecność dwóch genów PTOX1 i PTOX2. 
Istnienie PTOX było postulowane po raz pierwszy w roku 1982, jednak bezpośrednie dowody zostały przedstawione dopiero w kolejnych latach.

## Budowa
Plastydowa oksydaza końcowa jest integralnym białkiem błonowym. Masa białka została wyznaczona na około 43 kDa u Arabidopsis thaliana. Brak domeny D, która w przypadku oksydazy alternatywnej AOX odpowiada za powstawanie dimeru wskazuje, że funkcjonalnym enzymem jest monomer. Centrum aktywne enzymu znajduje się po stromalnej stronie błony tylakoidów. Niemal wszystkie badane enzymy PTOX zawierały 16-aminokwasową domenę w pobliżu końca C. Jest ona wysoce konserwatywna, a zarazem nie występuje w AOX. Delecja eksonu 8 pokrywającego się z tą domeną wydaje się prowadzić do utraty aktywności. Zarazem wykazano, że białko oksydazy alternatywnej kodowane przez gen AOX2, dzięki obecności właściwego transpeptydu może być importowane do chloroplastów i funkcjonalnie zastępować PTOX. Ważnych dla aktywności enzymu jest 14 reszt aminokwasowych zgrupowanych w trzy klasy: (I) Ala-139, Pro-142, Glu-171, Asn-174, Leu-179, Pro-216, Ala-230, Asp-287, Arg-293 nie są konieczne dla aktywności, (II) Tyr-234 i Asp-295 są niezbędne dla aktywności, (III) Leu-135, His 151 i Tyr-212 są ważne, lecz nie niezbędne dla aktywności (numeracja odnosi się do enzymu z Arabidopsis thaliana). Większość z wymienionych reszt znajduje się w pobliżu sześciu miejsc wiążących dwa atomy żelaza.

## Ewolucja
Enzym został wykryty u organizmów zdolnych do przeprowadzania oksygenicznej fotosyntezy, czyli u roślin, glonów i sinic. Wysoki stopień podobieństwa między oksydazą alternatywną a plastydową oksydazą końcową wskazuje, że oba enzymy pochodzą od wspólnego przodka, białka zawierającego dwa atomy żelaza. Prawdopodobnie początkowo w czasie transformacji świata beztlenowego na tlenowy, reduktaza tlenu pozwalała pozbyć się tlenu. PTOX pierwotnie powstała się u sinic, a AOX u proteobakterii. Oba enzymy pojawiły się u eukariontów w wyniku endosymbiozy, a ich geny były pionowo przekazywane w ewolucji roślin i glonów. Podobieństwo sekwencji genów u glonów i roślin jest wyższe niż 25%. Wysoka konserwatywność wskazuje na powstanie PTOX i AOX jeszcze przed endosymbiozą i braku istotnych zmian od tego punktu.
Znane są cyjanofagi zawierające kopie genu kodującego PTOX. Mogą one spełniać rolę wektorów wirusowych przenoszonych gen pomiędzy różnymi gatunkami sinic. Uzyskane dane wskazują na wykorzystanie genu przez cyjanofaga w celu zmiany metabolizmu komórki sinicy, tak, aby wytwarzała więcej ATP potrzebnego do syntezy wirusa, a mniej NADPH.